# Preggoland
Preggoland è un film del 2014, diretto da Jacob Tierney e scritto da Sonja Bennett, con protagonisti la stessa Bennett, James Caan e Laura Harris.

## Trama
Ruth Huxley è una donna single di 35 anni che finge una gravidanza per deviare la crescente disapprovazione dei suoi amici e della sua famiglia per il suo stile di vita irresponsabile.